# Baileyton (Alabama)
Pour les articles homonymes, voir Baileyton.
Baileyton est une ville du comté de Cullman dans l'État d'Alabama, aux États-Unis,.
Elle est située au Nord du comté, à l'Est de Fairview. La ville est incorporée en février 1973.

## Démographie
| 1970 | 1980 | 1990 | 2000 | 2010 |
| ---- | ---- | ---- | ---- | ---- |
| 341  | 396  | 352  | 684  | 610  |

## Source de la traduction
- (en) Cet article est partiellement ou en totalité issu de l’article de Wikipédia en anglais intitulé « Baileyton, Alabama » (voir la liste des auteurs).